# SMS Gazelle (1898)
Pour les autres navires du même nom, voir SMS Gazelle.
Le SMS Gazelle est un croiseur léger, navire de tête de sa classe construit pour la Kaiserliche Marine.
Conçu en 1895, sa quille est posée en 1897 au chantier naval Germaniawerft de Kiel. Il est lancé le 31 mars 1898 et mis en service dans la Hochseeflotte le 15 juin 1901.

## Historique
Après sa mise en service, le Gazelle rejoint l'outre-mer de 1902 à 1904, affectée à l'escadron américain. Accompagné du croiseur non protégé Falke, il se rend à La Guaira et à Carúpano au Venezuela afin de protéger les ressortissants allemands des affrontements de la population contre le président Cipriano Castro. En juin 1902, il évacue des ressortissants allemands et français des deux villes à Saint Thomas. À partir de décembre 1902, le Gazelle participe à la crise vénézuélienne de 1902–03. Les événements au Venezuela empirent, si bien que la Grande-Bretagne, les Pays-Bas et l'Empire allemand décident d'une action commune pour défendre leurs intérêts dans la région. Les navires allemands et anglais bloquent les ports vénézuéliens le 20 décembre et le Gazelle participe à cette opération. La canonnière vénézuélienne Restaurador est saisie lors du blocus. Elle est remise en service sous pavillon allemand avec le nom de SMS Restaurador ; commandé par une partie de l'équipage du Gazelle, sous le commandement du Kapitänleutnant Titus Türk,. La situation n'aboutit que quatorze mois plus tard à un règlement diplomatique qui met fin au blocus, le 21 février 1903. En janvier 1904, le croiseur effectue une croisière à La Nouvelle-Orléans, en compagnie du Vineta et deux autres navires de guerre. Au cours de cette période, il est commandé par le Korvettenkapitän Reinhard Scheer, futur commandant de la Hochseeflotte.
Après son retour en Allemagne, il sert dans la Hochseeflotte jusqu'en 1914, date à laquelle il sert de navire de défense côtière. Il sert en mer Baltique au cours des deux premières années qui ont suivi le déclenchement de la Première Guerre mondiale en août 1914. Le 17 novembre, alors qu'il patrouille dans la Baltique, il est attaqué par le sous-marin britannique HMS E9. Deux torpilles sont tirées mais ratent leur cible.  Dans la nuit du 25 au 26 janvier 1916, il touche des mines russes au nord du cap Arkona et est remorqué jusqu'au port. Le 22 février, les dégâts sont tels que la marine allemande décide de ne pas le réparer ; il est donc retiré du service,. Sa coque sert de ponton pour les mouilleurs de mines à Dantzig, puis à Cuxhaven. En 1918, il est remorqué jusqu'à Wilhelmshaven. Après la fin de la guerre, le Gazelle est officiellement radié du registre de la marine le 28 août 1920 et démantelé sur place.

## Commandants
| 23 novembre 1898 au 6 avril 1899 | Korvettenkapitän Adolf Josephi                       |
| 6 octobre au 14 novembre 1900    | Korvettenkapitän Heinrich Bredow                     |
| 15. Juni à octobre 1901          | Korvettenkapitän Leo Neitzke                         |
| Octobre 1901 à octobre 1903      | Korvettenkapitän/Fregattenkapitän Joachim von Oriola |
| Octobre 1903 au 3 août 1904      | Korvettenkapitän/Fregattenkapitän Heinrich Sass (de) |
| 4 août 1914 au 22 février 1915   | Fregattenkapitän Ernst Mysing                        |